# Callidiopis mutica
Callidiopis mutica är en skalbaggsart som beskrevs av Lacordaire 1869. Callidiopis mutica ingår i släktet Callidiopis och familjen långhorningar. Inga underarter finns listade.